# Рошан, Ритик
Ритик Награтх Рошан (хинди ऋतिक रोशन, англ. Hrithik Roshan, род. 10 января 1974, Бомбей) — индийский актёр, неоднократный обладатель Filmfare Award за лучшую мужскую роль, один из секс-символов индийского кино. Известен своими танцевальными навыками.

## Биография
Родился в индуистской семье. Его отец — индийский актёр и кинорежиссёр Ракеш Рошан, его дядя — композитор Раджеш Рошан, а дед по материнской линии — режиссёр Дж. Ом Пракаш.
В детстве Ритик сильно комплексовал из-за заикания
и своей внешности — у него два больших пальца на правой руке (полидактилия). В 14 лет он прошёл специальное лечение и смог избавиться от проблем с речью.
Ритик окончил Bombay Scottish School, Mahim и курс коммерции Sydenham College.
Впервые в кино Ритик снялся ещё ребёнком в 1980 году в популярном фильме Aasha. Его взрослым дебютом в 2000 году стал фильм его отца «Скажи, что любишь». В этом фильме Ритик исполнил двойную роль: бедного парня, влюбившегося в богатую девушку, которую сыграла дебютантка Амиша Патель, и его более обеспеченного двойника, которого героиня встречает после гибели возлюбленного.
Фильм принёс актёру две награды Filmfare Award: за лучший дебют и лучшую мужскую роль.
В том же году вышли ещё два фильма с его участием: «В поисках брата», где он сыграл мусульманина, ставшего террористом после беспорядков в Бомбее в 1992—1993 года, и «Миссия „Кашмир“», где он исполнил роль солдата, служившего в армии в Кашмире. Оба фильма имели коммерческий успех.
В 2001 году вышел фильм «Приятные воспоминания», где он сыграл в паре с Кариной Капур. Однако ожидания не оправдались, а фильм получил негативную оценку критиков и провалился в прокате. Для Ритика он стал первым провальным фильмом в карьере. В том же году он снялся в фильме «И в печали, и в радости», сыграв младшего сына богатой, но консервативной семьи. Картина имела коммерческий успех и стала наиболее успешным индийским фильмом за пределами страны, собрав более 1 млрд рупий по всему миру.
В 2002 году вышли несколько фильмов с его участием. Первый — «Ты мне очень нравишься», где он снова сыграл в паре c Амишей Патель, второй — «Будешь со мной дружить?» — имел успех за границей, но провалился в индийском прокате. Третий фильм Ритика за тот год — «Я схожу с ума от любви» — также провалился, после чего пресса стала прочить ему конец карьеры.
Но в 2003 году он исправил положение фильмом «Ты не одинок», где он сыграл умственно отсталого юношу Рохита Мехру, который контактирует с пришельцем. Ради роли Ритик сбросил 8 кг. Кинокартина стала самым успешным релизом 2003 года, а Ритик получил Filmfare Awards за лучшую мужскую роль и лучшую мужскую роль по мнению критиков.
В 2006 году Ритик принял участие в фантастическом фильме «Крриш», который являлся продолжением фильма «Ты не одинок». Перед съёмками Ритик путешествовал по Китаю ради тренировок. Фильм имел коммерческий успех.
В 2008 году вышел фильм «Джодха и Акбар», где он сыграл императора Джалалуддина Мухаммада Акбара. Ради съёмок он выучился бою на мечах и езде на лошади и посещал уроки урду. Фильм имел коммерческий успех и принёс ему четвёртую Filmfare Award за лучшую мужскую роль.
В 2014 году по мотивам американского боевика «Рыцарь дня» был снят фильм «Пиф-паф», где Ритик сыграл эксцентричного секретного агента, который планирует выследить террориста, украв алмаз, на который тот нацелился. Во время съёмок актёр получил травму головы, ему потребовалась операция.
В 2016 году он сыграл фермера в историческом фильме «Мохенджо Даро», ставшим коммерческим провалом несмотря на огромный бюджет.
В фильме «Достойный» 2017 года Ритик сыграл слепого человека, который мстит за унижения и смерть своей жены. Ради съёмок он закрылся в комнате на четыре дня и избегал контактов с людьми.
Сейчас Ритик готовится к съёмкам фильма Super 30, где он сыграет учёного Ананда Кумара.

## Личная жизнь
В 2000 году женился на Сюзанне Хан, дочери кинорежиссёра Санджая Хана. В этом браке родилось двое детей — сыновья Рехан (2006) и Ридан (2008). Ритик и Сюзанна прожили вместе 13 лет и развелись в 2013 году.

## Фильмография
| Год  |   | Русское название             | Оригинальное название       | Роль                               |
| ---- | - | ---------------------------- | --------------------------- | ---------------------------------- |
| 1980 | ф | -                            | Aasha                       | Санни                              |
| 1980 | ф | -                            | Aap Ke Deewane              | Ребенок                            |
| 1986 | ф | Божественный папа            | Bhagwaan Dada               | Говинда                            |
| 2000 | ф | Скажи, что любишь!           | Kaho Naa… Pyaar Hai         | Рохит / Радж Чопра                 |
| 2000 | ф | В поисках брата              | Fiza                        | Аман                               |
| 2000 | ф | Миссия «Кашмир»              | Mission Kashmir             | Алтааф Хан                         |
| 2001 | ф | Приятные воспоминания        | Yaadein                     | Рохит Малхотра                     |
| 2001 | ф | И в печали, и в радости      | Kabhi Khushi Kabhie Gham    | Рохан Райчанд                      |
| 2002 | ф | Ты мне очень нравишься       | Aap Mujhe Achche Lagne Lage | Рохит                              |
| 2002 | ф | Ни ты не знаешь, ни я        | Na Tum Jaano Na Hum         | Рахул Шарма                        |
| 2002 | ф | Будешь со мной дружить?      | Mujhse Dosti Karoge!        | Радж Кханна                        |
| 2003 | ф | Я схожу с ума от любви       | Main Prem Ki Diwani Hoon    | Прем Кишен Матхур                  |
| 2003 | ф | Ты не одинок                 | Koi… Mil Gaya               | Рохит Мехра                        |
| 2004 | ф | Цель жизни                   | Lakshya                     | Каран Шергил                       |
| 2006 | ф | Крриш                        | Krrish                      | Кришна Мехра / Крриш / Рохит Мехра |
| 2007 | ф | Когда одной жизни мало       | om shanti om                | в роли самого себя                 |
| 2006 | ф | Байкеры 2: Настоящие чувства | Dhoom:2                     | Арьян Сингх / Мистер «А»           |
| 2008 | ф | Джодха и Акбар               | Jodhaa Akbar                | Джалалуддин Мухаммад Акбар         |
| 2009 | ф | Шанс на удачу                | Luck by Chance              | Заффар Хан                         |
| 2010 | ф | Воздушные змеи               | Kites                       | Джай Рай                           |
| 2010 | ф | Мольба                       | Guzaarish                   | Итан Маскареньяс                   |
| 2011 | ф | Жизнь не может быть скучной  | Zindagi Na Milegi Dobara    | Арджун                             |
| 2012 | ф | Огненный путь                | Agneepath                   | Виджай Динанантх Чоухан            |
| 2012 | ф | Я — Кришна                   | Main Krishna Hoon           | Рахул                              |
| 2013 | ф | Крриш 3                      | Krrish 3                    | Кришна / Крриш / Рохит             |
| 2014 | ф | Пиф-паф                      | Bang Bang!                  | Раджвир / Джай Нанда               |
| 2016 | ф | Мохенджо Даро                | Mohenjo Daro                | Сарман (Sarman)                    |
| 2017 | ф | Достойный                    | Kabil                       | Рохан Бхатнагар                    |
| 2019 | ф | Супер 30                     | Super 30                    | Ананд Кумар                        |
| 2019 | ф | Бой                          | War                         | майор Кабир                        |
| 2022 | ф | Викрам Веда                  | Vikram Vedha                | Веда Бетал                         |
| 2024 | ф | Истребитель                  | Fighter                     | Шамшир «Пэтти» Патания             |

## Награды
| Награды            | Награды                                | Награды                      | Награды | Награды              |
| Премия             | Категория                              | Фильм                        | Год     | Ссылки               |
| ------------------ | -------------------------------------- | ---------------------------- | ------- | -------------------- |
| Filmfare Awards    | Лучший мужской дебют                   | Скажи, что любишь!           | 2000    | [ 18 ]               |
| Filmfare Awards    | Лучшая мужская роль                    | Скажи, что любишь!           | 2000    | [ 19 ]               |
| Filmfare Awards    | Лучшая мужская роль                    | Ты не одинок                 | 2003    | [ 9 ] [ 20 ]         |
| Filmfare Awards    | Лучшая мужская роль по мнению критиков | Ты не одинок                 | 2003    | [ 9 ] [ 21 ]         |
| Filmfare Awards    | Лучшая мужская роль                    | Байкеры 2: Настоящие чувства | 2007    | [ 22 ]               |
| Filmfare Awards    | Лучшая мужская роль                    | Джодха и Акбар               | 2009    | [ 11 ]               |
| IIFA Awards        | Лучшая мужская роль                    | Скажи, что любишь!           | 2001    | [ 23 ]               |
| IIFA Awards        | Лучшая мужская роль                    | Ты не одинок                 | 2003    | [ 24 ]               |
| IIFA Awards        | Samsung Style Icon                     | —                            | 2005    | [ 25 ]               |
| IIFA Awards        | Glamorous Star                         | —                            | 2007    | [ 26 ]               |
| IIFA Awards        | Лучшая мужская роль                    | Крриш                        | 2007    | [ 26 ]               |
| IIFA Awards        | Лучшая мужская роль                    | Джодха и Акбар               | 2009    | [ 27 ]               |
| IIFA Awards        | Икона стиля года                       | —                            | 2009    | [ 27 ]               |
| Star Screen Awards | Самый многообещающий новичок           | Скажи, что любишь!           | 2000    | [ 28 ]               |
| Star Screen Awards | Лучшая мужская роль                    | Скажи, что любишь!           | 2000    | [ 28 ]               |
| Star Screen Awards | Лучшая мужская роль                    | Ты не одинок                 | 2003    | [ 20 ] [ 29 ]        |
| Star Screen Awards | Лучшая мужская роль                    | Крриш                        | 2006    | [ 30 ]               |
| Star Screen Awards | Лучшая мужская роль                    | Джодха и Акбар               | 2008    | [ 31 ]               |
| Zee Cine Awards    | Best Male Newcomer                     | Скажи, что любишь!           | 2001    | [ 32 ]               |
| Zee Cine Awards    | Лучшая мужская роль                    | Скажи, что любишь!           | 2001    | [ 33 ]               |
| Zee Cine Awards    | Лучшая мужская роль                    | Ты не одинок                 | 2004    | [ 34 ] [ 35 ] [ 36 ] |
| Zee Cine Awards    | Лучшая мужская роль                    | Крриш                        | 2007    | [ 37 ]               |
| Zee Cine Awards    | Лучшая мужская роль                    | Мольба                       | 2011    | [ 38 ]               |
| Stardust Awards    | Лучшая роль по мнению редакторов       | Цель жизни                   | 2004    | [ 39 ]               |
| Stardust Awards    | Звезда года                            | Джодха и Акбар               | 2009    | [ 40 ]               |
| Stardust Awards    | Лучшая мужская роль в драме            | Мольба                       | 2011    |                      |
| Stardust Awards    | Лучшая мужская роль в драме            | Жизнь не может быть скучной  | 2012    | [ 41 ]               |
| Stardust Awards    | Лучшая мужская роль в драме            | Огненный путь                | 2013    | [ 42 ]               |
| Sansui Awards      | Best Male Newcomer                     | Скажи, что любишь!           | 2000    | [ 43 ]               |
| Sansui Awards      | Лучшая мужская роль                    | Ты не одинок                 | 2003    | [ 20 ]               |